# 32P/Comas Solá
32P/Comas Solà es el nombre de un cometa periódico con un periodo orbital actual de 8,8 años.
Tiene un núcleo cometario estimado de 8,4 kilómetros de diámetro.

## Descubrimiento
32P/Comas Solá fue descubierto el 5 de noviembre de 1926 por José Comas y Solá cuando, formando  parte de su trabajo sobre asteroides en el Observatorio Fabra de Barcelona, estaba tomando fotografías con un telescopio de 6 pulgada (152,4 mm). La evolución de la última órbita que había tenido el cometa fue motivo de interés de varios astrónomos que sugirieron que podría tratarse del retorno del perdido cometa periódico Spitaler (aka 113P/Spitaler). En 1935 se obtuvieron nuevas posiciones, y P. Ramensky investigó el movimiento de regreso a la órbita de 1911. Advirtió que el cometa había pasado muy cerca de Júpiter durante mayo de 1912 y que, antes de esta aproximación, el cometa tenía una distancia de perihelio de 2,15 UA y un periodo orbital de 9,43 años, lo que desmintió su identidad con el cometa Spitaler.

## Curiosidades
El título de una de las primeras obras de la banda Tangerine Dream "Fly and Collision of Coma[s] Sola", que aparece en su álbum de 1971 Alpha Centauri, hace referencia a este cometa, el cual por esas fechas se encontraba a una cierta proximidad (0,73 UA) de Júpiter.